# Povo kogi
Os Kogi (/ˈkoʊɡi/ KOH-gee) ou Cogui ou Kágaba, que significa "jaguar" na língua Kogi, são uma etnia indígena que vive na Serra Nevada de Santa Marta, na Colômbia. Sua civilização tem continuado desde a era Pré-Colombiana.

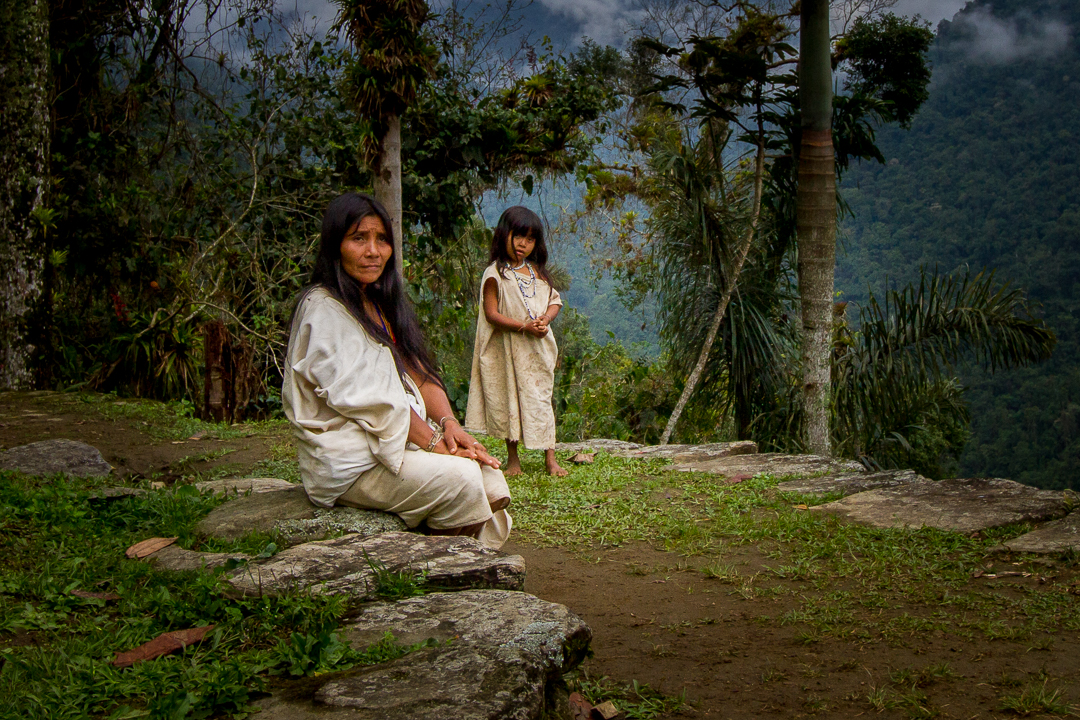
Um retrato de uma mulher Kogi e seu filho em um dos terraços em Ciudad Perdida, Colômbia.

## Idioma
O idioma kogi pertence à família Chibcha.

## História
Os Kogis são descendentes da cultura tairona, que floresceu em período prévio à colonização espanhola. O povo tairona era uma civilização avançada, responsável pela construção de diversas estruturas de pedra e caminhos pela selva, além de produzirem diversos objetos de ouro que perduravam em árvores e em volta do pescoço. Os taironas não vivam muito diferente dos kogis modernos. Antes de os colonizadores espanhóis chegarem, o povo tairona foi obrigado a migrar para as regiões mais altas, quando os galibis chegaram, por volta de 1000 d.C. A decisão de migrar para as montanhas provou-se benéfica e estratégica no momento que os espanhóis entraram no região da atual Colômbia no século XV. Em 1498, os espanhóis chegaram no norte da Colômbia, onde começaram a escravizar populações indígenas. Ameaçados por cachorros e soldados,os taironas permaneceram isolados. Independentemente, muitos sacerdotes foram enforcados, mulheres foram raptadas e estupradas e crianças foram forçadas a aceitarem uma educação espanhola. Posteriormente, missionários chegaram e começaram a influenciar sua vida cotidiana, construindo capelas e igrejas no meio de seus vilarejos para converter os locais. Desde então, os kogis permaneceram nas montanhas, permitindo com que eles escapassem dos piores efeitos da escravidão e que preservassem costumes tradicionais.